# 黛灰蝶
黛灰蝶（Deloneura immaculata）是一種已滅絕的灰蝶，牠們是南非的特有種。